# L'orologio di Monaco
L'orologio di Monaco è un film documentario del 2014 diretto da Mauro Caputo.
Il film è nato dalla raccolta di racconti omonima di Giorgio Pressburger.

## Trama
Storia di una famiglia centroeuropea in cui confluiscono i nomi dei più grandi protagonisti della storia degli ultimi due secoli Karl Marx, Heinrich Heine, Felix Mendelssohn, Edmund Husserl, Emeric Pressburger, sono tra i personaggi, membri della famiglia. Il narratore, la voce è di Giorgio Pressburger, rivive con intensa emozione, attraverso una ricerca che si intreccia tra presente e passato, i ricordi e le vicende umane che l'hanno portato a scoprire "cosa vuol dire veramente appartenere alla comunità umana dei vivi e dei morti". Nel film fatto di storie vere, sono presenti filmati di repertorio dell'Istituto Luce Cinecittà e il materiale video originale del regista Emeric Pressburger, gentilmente concesso per questo film dal regista scozzese premio Oscar Kevin Macdonald, suo nipote.

## Produzione
Il protagonista e la voce narrante del film è Giorgio Pressburger mentre le musiche sono di Alfredo Lacosegliaz.
Nel film, come nelle altre opere che compongono la trilogia, sono stati inseriti numerosi riferimenti e citazioni letterarie, simbolismi e significati nascosti che permettono allo spettatore di cogliere il messaggio profondo delle opere filmiche e ne caratterizzano il linguaggio.

## Distribuzione
È stato presentato nella Selezione ufficiale del Festival internazionale del film di Roma 2014 nella categoria "Eventi speciali" e successivamente alla XIII edizione del Mittel Cinema Fest - Italian Film Festival in Central Europe, evento per la diffusione del cinema italiano nella Mitteleuropa. 
Il film distribuito dall'Istituto Luce Cinecittà è uscito nelle sale il 27 febbraio 2015 e in DVD il 21 ottobre 2015.
Il 27 gennaio 2016, Giorno della Memoria è stato proiettato in numerose città con un evento globale promosso da Istituti Italiani di Cultura e Ambasciate nel mondo, che ha coinvolto Paesi di tutti cinque i continenti.